# 竇玉春
竇玉春（1927年2月3日—2016年8月9日），越南河靜省人，原越南共產黨中央委員會委員。

## 生平
竇玉春出生於1927年2月3日，籍貫爲河靜省宜春縣春海社。
2016年8月9日下午3時，竇玉春在家中逝世，享壽90歲。

## 榮譽
- 一等獨立勳章[2]
- 七十年黨齡紀念章[2]